# Comuna Ciovhuziv, Teofipol
Ciovhuziv (în ucraineană Човгузів) este o comună în raionul Teofipol, regiunea Hmelnîțkîi, Ucraina, formată din satele Antonivka, Ciovhuziv (reședința) și Vovkivți.

## Demografie
Componența lingvistică a comunei Ciovhuziv
     Ucraineană (99,54%)
     Alte limbi (0,46%)
Conform recensământului din 2001, majoritatea populației comunei Ciovhuziv era vorbitoare de ucraineană (99,54%), existând în minoritate și vorbitori de alte limbi.